# Římskokatolická farnost Mikulášovice
Římskokatolická farnost Mikulášovice (lat. Nixdorfium) je církevní správní jednotka sdružující římské katolíky na území města Mikulášovice a v jeho okolí. Organizačně spadá do děčínského vikariátu, který je jedním z 10 vikariátů litoměřické diecéze. Centrem farnosti je kostel svatého Mikuláše v Mikulášovicích.

## Historie farnosti
Datum založení tzv. staré farnosti není známo. Matriky jsou vedeny od roku 1780.

### Duchovní správcové vedoucí farnost
Začátek působnosti jmenovaného v duchovní správě farnosti od:
- 1554 Procopius Semel
  - pro přelom 16. a 17. století chybí údaje
- 1662 Jacob. Watzlav
- 1675 Gregor. Ignat. Conrad
- 1678 Tobias Ign. Lumpe
- 1688 Hieronymus Ritter von Laukisch
- 1726 Zacharias Tietze
- 1732 Anton Erben ze Schönerbenu (Anton Erben de Schönerben)
- 1748 Josef Wotava
- 1754 Josef Schwager
- 1772 Car. Rösler, † 19. 5. 1792
- 1792 Anton. Fürle, † 5. 5. 1803
- 1803 Josef Menzel, n. 6. 5. 1766 V. Šenov, o. 26. 7. 1791, † 21. 3. 1837
- 1838 Josef Kromer, n. 19. 10. 1800 Bilina, o. 21. 10. 1823, † 17. 10. 1872
  - 1872 par. vacat, admin. interc. Alois. May
- 1873 Franc. Winkler, n. 15. 11. 1829 Preschkav., o. 25. 7. 1853, † 17. 9. 1905
  - 1905 par. vacat, admin. interc. Franc. Heger
- 1906 Josef Habel, n. 19. 8. 1864 Nürnberg (M), o. 25. 3. 1888, † 4. 5. 1942
- 1923 Franc. Pietschmann, n. 4. 2. 1882 Wölmsdorf., o. 15. 7. 1906, † 22. 3. 1935
  - 1935 par. vacat, admin. interc. Franc. Knobloch
- 1937 Josef Klaus, n. 13. 8. 1897 Tollenstein, o. 25. 6. 1922
- 1. 10. 1945 Josef Wünsche
- 1. 8. 1947 Stanislav Havlas
- 1. 12. 1954 Ferdinand Mánek
- 10. 2. 1955 Rudolf Posselt
- 1. 8. 1955 Klement Ruisl
- 1. 9. 1957 Josef Bouček
- 8. 11. 1961 Ferdinand Mánek
- 1. 9. 1971 Josef Altmann
- 1. 8. 1975 Jaroslav Vyterna
- 1. 11. 1992 Štěpán Bednár
- 1. 8. 1994 Václav Horniak SVD
- 1. 8. 1994 Jan Koczy SVD
- 1. 7. 1996 Petr Sledz SVD
- 15. 10. 1998 Václav Horniak SVD, admin. exc.
- 1. 8. 1999 Stanisław Bochenek SVD, admin. exc.
- 3. 2. 2010 Jacek Kotisz, admin. exc. z Dolní Poustevny[3]

Kromě kněží stojících v čele farnosti, působili ve farnosti v průběhu její historie i jiní kněží. Většinou pracovali jako farní vikáři, kaplani, katecheté, výpomocní duchovní aj.

### Kněží rodáci
- Mons. Robert Franze (13. 11. 1910 – 19. 6. 2003)

## Zajímavosti

### Falešný kněz
V pohnuté době po skončení druhé světové války, kdy bylo původní obyvatelstvo Mikulášovic vysídlováno a kdy zároveň přicházeli noví obyvatelé, se odehrál poněkud neobvyklý příběh. Do města přišel nový kněz Wöhner, který zaujal občany svým velmi svérázným chováním. Při bohoslužbách pouze předstíral znalost latiny a dopouštěl se mnoha chyb. Svůj volný čas trávil velmi často v hostinci U Lumpa (čp. 375, zbořená), kde se svým kostelníkem hrával na harmoniku, holdoval alkoholickým nápojům a celkově se choval na kněze nepatřičně. Farní kronika uvádí, že v Mikulášovicích působil téměř dva roky, zatímco údaje o vyšetřování záležitosti na litoměřické biskupské konzistoři uvádí časové období působení falešného duchovního okolo jednoho měsíce než byl odhalen. Poté se zjistilo, že není knězem, nýbrž krejčím pocházejícím od Veselí nad Moravou. Během války byl totálně nasazen ve Vídni, kde pomáhal jako kostelník. Znalosti, které zde pochytil, využil při svém působení v mikulášovické farnosti. Za svou činnost stanul před soudem. Všechny jím provedené obřady (zejména křty a svatby) byly prohlášeny za neplatné a musely být provedeny znovu. Údajně se jedná o jeden z případů, který měl posloužit jako námět Josefu Škvoreckému a Evaldu Schormovi pro film Farářův konec z roku 1968 v hlavní roli s Vlastimilem Brodským.

### Velikonoční jízdy

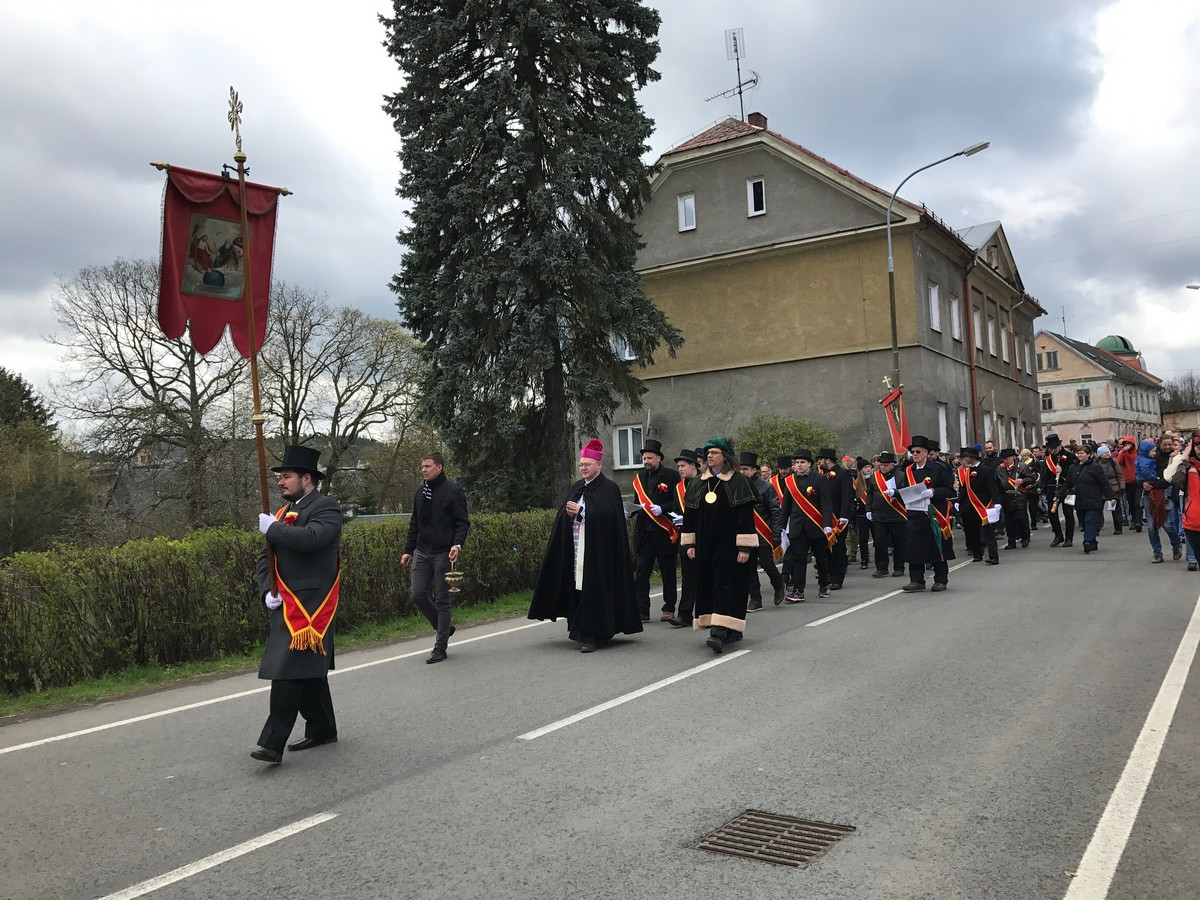
Velikonoční jízda v Mikulášovicích (2017)

Velikonoční jízdy (německy Osterreiten či Kreuzreiten) jsou prastarou hornolužickou tradicí, která oslavuje zmrtvýchvstání Krista. V Mikulášovicích byly velikonoční jízdy organizovány Spolkem velikonočních jezdců (Osterreiterverein Nixdorf) založeným roku 1844. Sídlem spolku byla místní část Salmov a hlavní náplní bylo právě každoroční pořádání velikonočních jízd. Po velikonoční mši svaté se před kostelem shromáždili jezdci na koních (v počtu 60 a více). K jezdcům se přidal zástup věřících a po požehnání a předání korouhví se vydalo procesí na slavnostní jízdu městem. Jezdci prošli prakticky celé Mikulášovice, včetně místních částí Salmova, Mikulášoviček a Tomášova. Zastavovali se u větších statků a většiny kaplí. Během jízdy se zpívaly písně, povětšinou křesťanské, ale také zpěvy oslavující příchod jara. Samotní jezdci byli oděni v černých oblecích, na hlavách nesli cylindry, koně měli sváteční postroje. Peníze, které jezdci vybrali, použili většinou na dobročinné účely (např. stavba hřbitovního kříže, zakoupení varhan apod.).
Tradice velikonočních jízd ukončili roku 1938 nacisté. Po skončení druhé světové války nebyly velikonoční jízdy pochopitelně obnoveny; původní obyvatelé museli i se svými tradicemi odejít a nastupující komunistický režim křesťanským tradicím nepřál. Mikulášovické velikonoční jízdy byly obnoveny roku 2011 místním učitelem Romanem Klingerem, jehož pradědeček Franz Mayer byl posledním předsedou Spolku velikonočních jezdců.

## Území farnosti
Do farnosti náleží území těchto sídel:
- Mikulášovice (Nixdorf[p 2])
- Mikulášovičky (Klein Nixdorf[p 2])
- Salmov (Salmdorf[p 2])
- Tomášov (Thomasdorf[p 2])

## Římskokatolické sakrální stavby na území farnosti
| | Fotografie | Stavba                                  | Místo         | Bohoslužby                      | Zeměpisné souřadnice             | Status                                      | Číslo kulturní památky           |
| Kostely | Kostely    | Kostely                                 | Kostely       | Kostely                         | Kostely                          | Kostely                                     | Kostely                          |
| --- | ---------- | --------------------------------------- | ------------- | ------------------------------- | -------------------------------- | ------------------------------------------- | -------------------------------- |
| 1. |            | Kostel svatého Mikuláše                 | Mikulášovice  | bližší informace o bohoslužbách | 50°57′59″ s. š., 14°21′39″ v. d. | farní kostel                                | 16253/5-3858 (Pk•MIS•Sez•Obr•WD) |
| 2. |            | Kostel Nanebevstoupení Páně             | Mikulášovice  | bližší informace o bohoslužbách | 50°58′5″ s. š., 14°21′36″ v. d.  | hřbitovní kostel filiální (hřbitovní kaple) | –                                |
| Kaple |            |                                         |               |                                 |                                  |                                             |                                  |
| 3. |            | Balzerova kaple (kaple Panny Marie)     | Mikulášovice  | bohoslužby příležitostně        | 50°58′47″ s. š., 14°20′38″ v. d. | obecní kaple                                | –                                |
| 4. |            | Fürleova kaple (kaple Andělů Strážných) | Mikulášovice  | bližší informace o bohoslužbách | 50°58′4″ s. š., 14°21′27″ v. d.  | obecní kaple                                | –                                |
| 5. |            | Kaple Nejsvětější Trojice               | Mikulášovice  | bližší informace o bohoslužbách | 50°57′29″ s. š., 14°24′33″ v. d. | obecní kaple                                | 18739/5-3859 (Pk•MIS•Sez•Obr•WD) |
| 6. |            | Kaple Tří otců                          | Mikulášovice  | bohoslužby příležitostně        | 50°58′20″ s. š., 14°20′44″ v. d. | obecní kaple                                | 49088/5-3860 (Pk•MIS•Sez•Obr•WD) |
| 7. |            | Wähnerova kaple                         | Mikulášovice  | bohoslužby příležitostně        | 50°57′51″ s. š., 14°22′27″ v. d. | obecní kaple                                | 11449/5-5778 (Pk•MIS•Sez•Obr•WD) |
| 8. |            | Kaple Matky Boží                        | Mikulášovice  | bližší informace o bohoslužbách | 50°57′30″ s. š., 14°23′53″ v. d. | obecní kaple                                | –                                |
| 9. |            | Kaple Nejsvětějšího srdce Ježíšova      | Salmov        | bližší informace o bohoslužbách | 50°58′24″ s. š., 14°23′10″ v. d. | obecní kaple                                | 10834/5-5643 (Pk•MIS•Sez•Obr•WD) |
| 10. |            | Kaple Panny Marie                       | Tomášov       | bohoslužby příležitostně        | 50°57′25″ s. š., 14°19′34″ v. d. | obecní kaple                                | –                                |
| Zaniklé objekty |            |                                         |               |                                 |                                  |                                             |                                  |
| 11. |            | Kaple svatého Josefa                    | Mikulášovičky | nelze sloužit                   | 50°58′20″ s. š., 14°22′7″ v. d.  | zbořená obecní kaple                        | –                                |
| 12. |            | Melchiorova kaple                       | Mikulášovice  | nelze sloužit                   | 50°57′46″ s. š., 14°22′51″ v. d. | zbořená obecní kaple                        | –                                |
| Některé drobné sakrální stavby a pamětihodnosti lze dohledat zde v databázi Drobné sakrální památky Zaniklé sakrální stavby lze dohledat zde v databázi Poškozené a zničené kostely, kaple a synagogy v České republice |            |                                         |               |                                 |                                  |                                             |                                  |

Ve farnosti se mohou nacházet i další drobné sakrální stavby, místa římskokatolického kultu a pamětihodnosti, které neobsahuje tato tabulka. Patří mezi ně např. Endlerův kříž. Na území farnosti dříve stály dvě dnes již zaniklé kaple: Melchiorova kaple a kaple svatého Josefa.

## Příslušnost k farnímu obvodu
Z důvodu efektivity duchovní správy byl vytvořen farní obvod (kolatura) farnosti Dolní Poustevna, jehož součástí je i farnost Mikulášovice, která je tak spravována excurrendo. Přehled těchto kolatur je v tabulce farních obvodů děčínského vikariátu.